# Џим Кери
Џејмс Јуџин Кери (енгл. James Eugene Carrey; Њумаркет, 17. јануар 1962) амерички је глумац и комичар канадског порекла.

## Биографија

### Детињство и младост
Џим је имао тешко детињство. Његови родитељи, сиромашни уметници, имали су четворо деце међу којима је Џим био најмлађи. Многочлана породица је често из удобности средње класе прелазила у крајње сиромаштво, па су Керијеви чак били принуђени да живе и у напуштеном фолксвагену. Нису били ретке и ситуације да је цела породица радила на чишћењу фабрике и фабричких машина да би преживела.
Био је веома стидљив, па је своју друштвену несигурност заменио прављењем смешних гримаса, шта га касније чини јединственим комичарем. Таленат за невероватну покретљивост мишића лица открива у тинејџерском периоду испред кућног огледала где је имитирао своје идоле (нпр. жапца Кермита из Мапет шоа, Џерија Луиса и сл.), што га је охрабрило да наступи као комичар у торонтском студентском клубу Јак, Јак!. Дебитантски наступ петнаестогодишњег Џима одевеног у раднички комбинезон, је био прави фијаско. Касније се ипак успева „етаблирати“ као комичар у многим торонтским клубовима што њему и његовој породици доноси и већу финансијску сигурност. Успут, тај клуб данас је познат широм света управо по чињеници да је у њему први пут наступио овај холивудски комичар.

### Долазак у Холивуд
Када је Џими имао 16 година избачен је из школе иако је био сјајан ученик. Зато је могао несметано да се бави својом глумачком и комичарском каријером. Сањао је одувек да постане звезда, па је са 18 година отишао у Холивуд да то и оствари.
Почетком осамдесетих, 1981. снима свој први целовечерњи филм, „Упознати Џенет“ (или „Гумено лице“) где глуми неуспешног комичара Тонија Моронија. Добија статус младе глумачке наде као и нека признања за свој деби. Током 80-их снима углавном неуспешне нискобуџетне пројекте којима је покушавао да се пробије у холивудску елиту.

## Партнерке
- Мелиса Вомер (1987 — 1995) - Прва супруга. Упознали су се у клубу где је имао наступе а она била келнерица[тражи се извор]. Из тог брака имају кћерку Џејн Ерин Кери (1987).
- Лорин Холи (1995 — 1996) - Друга супруга. Заљубили се на снимању филма и убрзо потом венчали[тражи се извор]. Брак је трајао годину дана.
- Рене Зелвегер - Веза од 18 месеци. Верили су се али и раскинули након Ренеиног одбијања да се уда за њега.[тражи се извор]
- Бетина Холт (2003) - Кратка љубавна афера са овом шведском манекенком је трајала само неколико дана.[тражи се извор]
- Џенуери Џонс[тражи се извор]
- Карла Алапонт (2004) - Веза ове девојке са Плејбојеве дуплерице и фото-модела је започела после раскида Карле са Дејвидом Швимером (серија Пријатељи).[тражи се извор]
- Џини Мекарти - Веза са бившом Плејбој зечицом и звездом више шоу програма траје још увек.[тражи се извор]

## Пројекти
- „Упознати Џенет“ (1981)
- серија "Паткова фабрика“ (1984) - Филм отказан због лоше гледаности.[тражи се извор]
- „Пеги Сју се удала" - У режији Френсиса Форда Кополе из 1985-1986, где има мању улогу поред Николаса Кејџа и холивудске диве осамдесетих Кетлин Тарнер). Снимајући „Пеги Сју се удаје“, Кери развија и присно дугогодишње пријатељство са Николасом Кејџом.[тражи се извор]
- Негде 1988. прикључује се малој групи комичарског шоу серијала „У живим бојама" ("In living color"), својевремено значајнијег конкурента шоу „Суботом увече уживо" ("Saturday night alive").
- „Земљанке су лаке женске" - Филм са глумачким паром Џина Дејвис и Џеф Голдблум који су играли и у Кроненберговој „Муви“, и својим колегом из „Живих боја“ Дејмоном Вајансом). Када прича о својој глумачкој каријери, Кери наводи да му је данас баш непријатно да се сети тог филма који је био катастрофалан.[тражи се извор]
- „Робијање на Мејпл Драјву“ ("Doing time on Maple Drive") (1992)
- „Ејс Вентура: Детектив за кућне љубимце" ("Ace Ventura - The Pet Detective") (1993). Овим филмом почиње његова успешна холивудска каријера.
- „Маску" ("The Mask") (1994, велики биоскопски летњи хит са неочекиваним комерцијалним успехом). У том филму он игра двоструку улогу: лик смотаног банкара Стенлија Ипкиса и Ипкисов урнебесни суперего, зеленолику Маску. Будућу девојку Маске/Стенлија Ипкиса игра Камерон Дијаз као прелепа Тина, која се исто тако прославила као и Џим, а најпознатија сцена је када Маска и Тина у филму играју мамбо у тобожњем клубу „Коко Бонго“. Видео и DVD издања филма „Маска“ се и данас одлично продају, а направљени су и стрип-издање и цртани филмови са Маском. Овај филм је задржао дух изврсног цртаног серијала аутора Текса Ејверија, од ког су и настали „Луни Тунс“ (Душко Дугоушко, Патак Дача и други).
- „Глупан и тупан" - "Dumb and dumber", 1994/95., комерцијалним хит у којем игра у тандему са Џефом Данијелсом ("Пурпурна ружа Каира" поред Мије Фароу у режији Вудија Алена). Њих двојица играју пар не баш превише паметних неспретњаковића у филму препуном данас већ легендарних уврнутих гегова браће Фарели, редитеља и сценариста филма. Овај филм се сматра једним од најуспешнијих редитељских дебија и представио је нову генерацију комичара који су од тог филма па надаље радили под патронатом и подршком браће Фарели (Бен Стилер, Адам Сендлер, Џек Блек и Џим Кери) и чији су филмови углавном постизали комерцијалне успехе. Фарелијеви се касније прослављају и са филмом „Има нешто у вези са Мери“ где је блистала Камерон Дијаз. Углавном, Џим на снимању ступа у везу са чаробном Лорен Холи (овде игра девојку Мери у коју се двојица момчина заљубљују) с којом се убрзо после премијере филма и венчава. У то време се редитељ Џоел Шумахер ("Телефонска говорница" са Колином Фарелом) за време снимања трећег наставка чувеног човека-слепог миша: „Бетмен заувек" ("Batman Forever"), при избору глумца за улогу лудог научника Едварда Нигме/шармантног зликовца Загонетача (Riddler), двоумио између тадашњег комичара и велике звезде Робина Вилијамса ("Госпођа Даутфајер", „Друштво мртвих песника") и његовог тада младог конкурента Џима Керија[тражи се извор]. Овај пут је превагнуо Керијев темперамент Керија и он добија ту улогу у којој се одлично сналази и глуми поред главног зликовца Дволичног (Two face) којег игра Томи Ли Џонс. У улози фаталне пратиље Едварда Нигме/Ридлера појављује се и некадашња девојчица из Спилберговог „Ванземаљца", Дру Баримор. Тај филм достиже велики комерцијални успех (1995) и зарађује преко сто милиона долара на редовним биоскопским пројекцијама.
- „Ејс Вентура: Зов Природе“ - "Ace Ventura: When nature calls". Други наставак филма из 1993. о детективу са смешном фризуром. Овај пут друштво му праве афричке животиње на челу са горилама (у једној сцени он чепрка по њиховим главама).
- „Цревна напаст“ ("the Cable Guy" у режији Бена Стилера). Режиран у Стилеровском рок духу са лајфмотивом МТВ програма. Овде игра Чипа Дагласа, помало чудног монтажера кабловске телевизије који не бира средства да међу својим муштеријама стекне пријатеља за испијање пива и провод. Иако овај филм није постигао велики комерцијални успех, Џим њиме зарађује око 20 милиона долара.[тражи се извор]

Тренутно нема интерес за снимањем и бави се хокејом и сликањем.

## Филмографија
| Улоге Џима Керија |                                            |                                   |                                         |          |
| Година            | Српски назив                               | Изворни назив                     | Улога                                   | Напомена |
| 1981.             | Упознајте Џенет                            |                                   | Тони Морони                             |          |
| 1983.             | Бронзана планина                           |                                   | Боби Тод                                |          |
| 1985.             | Једном уједен                              |                                   | Марк Кендал                             |          |
| 1986.             | Пеги Сју се удала                          |                                   | Волтер Гац                              |          |
| 1988.             | Смртоносна игра                            |                                   | Џими Скверс                             |          |
| 1989.             | Земљанке су лаке женске                    |                                   | Виплок                                  |          |
| 1992.             | Робијање на Мејпл Драјву                   |                                   | Тим Картер                              |          |
| 1994.             | Ејс Вентура: Детектив за кућне љубимце     |                                   | Ејс Вентура                             |          |
| 1994.             | Глупан и тупан                             |                                   | Лојд Крисмас                            |          |
| 1994.             | Маска                                      |                                   | Стенли Ипкис / Маска                    |          |
| 1995.             | Ејс Вентура 2: Зов природе                 |                                   | Ејс Вентура                             |          |
| 1995.             | Бетмен заувек                              |                                   | Едвард Нигма                            |          |
| 1996.             | Цревна напаст                              |                                   | Чип Даглас                              |          |
| 1997.             | Лажов лажов                                |                                   | Флечер Рид                              |          |
| 1998.             | Труманов шоу                               |                                   | Труман Бербанк                          |          |
| 1999.             | Човек на Месецу                            |                                   | Енди Кауфман / Тони Клифтон             |          |
| 2000.             | Ја, ја и Ајрин                             |                                   | Чарли Бејлигејтс / Хенк Еванс           |          |
| 2000.             | Како је Гринч украо Божић                  |                                   | Гринч                                   |          |
| 2001.             | Маџестик                                   |                                   | Питер Еплтон                            |          |
| 2003.             | Свемогући Брус                             |                                   | Брус Нолан                              |          |
| 2004.             | Серија несрећних догађаја Лемонија Сникета |                                   | Гроф Олаф                               |          |
| 2004.             | Вечни сјај беспрекорног ума                |                                   | Џоел Бариш                              |          |
| 2005.             | Фрка са Диком и Џејн                       |                                   | Дик Харпер                              |          |
| 2007.             | Број 23                                    |                                   | Валтер Спароув / Фингерлинг             |          |
| 2008.             | Хортон                                     |                                   | Хортон                                  |          |
| 2008.             | Увек реци да                               |                                   | Карл Ален                               |          |
| 2009.             | Волим те, Филипе Морисе                    |                                   | Стивен Расел                            |          |
| 2009.             | Божићна прича                              |                                   | Ебенизер Скруџ                          |          |
| 2011.             | Пингвини мога тате                         |                                   | Том Попер                               |          |
| 2013.             | Невероватни Берт Вондерстон                | The Incredible Burt Wonderstone   | Стив Греј                               |          |
| 2013.             | Фајтер 2                                   | Kick-Ass 2                        | Сал Бертолини / Пуковник Звезде и Пруге |          |
| 2013.             | Спикер 2: Легенда се наставља              | Anchorman 2: The Legend Continues | Скот Рајлс                              | камео    |
| 2014.             | Глупљи и тупљи ДА                          | Dumb and Dumber To                | Лојд Крисмас                            |          |
| 2020.             | Соников филм                               | Sonic the Hedgehog                | доктор Роботник                         |          |
| 2022.             | Соников филм 2                             | Sonic the Hedgehog 2              | доктор Роботник                         |          |